# رايموند ميلتون
رايموند ميلتون هو لاعب هوكي الجليد كندي، ولد في 27 أغسطس 1912 في أونتاريو في كندا، وتوفي بنفس المكان في 17 سبتمبر 2003.

## وصلات خارجية
- رايموند ميلتون على موقع EliteProspects.com (الإنجليزية)
- رايموند ميلتون على موقع أوليمبيديا (الإنجليزية)